# Gammler

Gammler (du verbe allemand gammeln « glandouiller », « zoner ») était un terme péjoratif utilisé dans l'ancienne Allemagne de l'Ouest (RFA), en Allemagne de l'Est (RDA), en Autriche et en Suisse pour désigner des jeunes qui s'écartent de la norme sociale. Les personnes ainsi étiquetées portaient généralement les cheveux longs et étaient vêtues de jeans et de parkas. Ils adoptèrent le terme « gammler » pour se désigner eux-mêmes. La « sous-culture hippie » a perdu son caractère de mouvement autonome à partir de 1968, lorsque des propriétés du « gammler » tels que l'oisiveté, les cheveux longs, la consommation de drogues ainsi que le goût pour la musique rock et folk ont été intégrés dans la culture de masse.

## Étymologie
Selon le Duden, « gammeln » désigne le fait de « vieillir », dérivé du bas allemand gammelen. Depuis le milieu des années 1950, « gammeln » a également été utilisé pour désigner un « rythme de mouvement réduit » et une « occupation inutile ». Ainsi, le dictionnaire Küppers du langage courant allemand indique que « gammeln » est utilisé depuis 1955 dans le sens de « activité lente ». En 1959, le magazine twen affirmait : « Gammeln est le mot préféré de cette génération ». On ne sait pas exactement qui a utilisé le terme en premier et quand pour désigner ce phénomène culturel de la jeunesse. Il est apparu pour la première fois dans la presse en 1963 et de plus en plus à partir de 1965 pour désigner les jeunes correspondants.

## Caractéristiques
Les « gammlers » se distinguaient par un rejet marqué des normes et des modes de vie bourgeois, par exemple par le refus de consommer et le rejet d'une activité professionnelle régulière ou d'une apparence considérée comme soignée. Les cheveux longs étaient leur principal signe distinctif. Les gammlers masculins, en particulier, offraient ainsi un fort contraste avec la coiffure courte habituelle de l'époque. Jusque dans les années 1960, une forte pression de conformité sociale était en vigueur. Pour la majorité de la société allemande post-fasciste, marquée par les valeurs militaires, les déviants représentaient encore une provocation et avaient la vie dure, surtout en province. Par conséquent, les gammlers se trouvaient principalement dans les centres des grandes villes, où certains lieux étaient devenus des points de rencontre de cette sous-culture.
Les deux tiers des gammlers étaient enregistrés en tant qu'élèves ou étudiants, l'âge typique se situait entre 16 et 21 ans, seuls 5 % avaient 25 ans ou plus. Les hommes étaient nettement plus nombreux et 82 % d'entre eux étaient issus de la classe moyenne et de familles bourgeoises.
La composition de la sous-culture révèle de grandes différences de motivation. Il y avait des « citadins » ou des « gammlers de loisirs et de week-end » qui ne fréquentaient les lieux de rencontre de la scène qu'en fin de journée et le week-end et qui s'adaptaient au groupe d'un point de vue purement extérieur. Le matin, ils retournaient à l'université, à leur formation ou à leur travail. D'autres quittaient le milieu pendant les vacances ou pour quelques mois d'été et rejoignaient temporairement le milieu, avec une date de sortie concrète en arrière-plan. Seule la petite partie des gammlers était constituée de « gammlers permanents » qui avaient coupé tous les ponts avec la société bourgeoise. Les rapports de police classent souvent ce dernier groupe, qui se distinguait par des petits délits fréquents et ne se considérait pas comme une culture de protestation, parmi les clochards urbains et les asociaux.
Selon l'opinion courante, ils ne gagnaient souvent leur vie qu'en effectuant des travaux occasionnels et en jouant de la musique en public. D'une manière générale, ils étaient critiques vis-à-vis des normes sociales, mais se distinguaient généralement par leur refus de toute intervention politique. En revanche, le mouvement des Provos s'est développé à partir de 1965 aux Pays-Bas et a mené des actions politiques — par exemple des squats — sur fond d'anarchisme.
Selon le sociologue suisse Walter Hollstein (de), les gammlers étaient des jeunes « qui se soustraient consciemment à la conformité de la vie ». Les autorités de l'intérieur de Berlin-Ouest ont constaté que les jeunes ainsi nommés avaient généralement un domicile et un travail régulier. Leur comportement n'était pas dû au fait qu'ils « craignaient le travail », mais leur comportement pendant leurs loisirs était plutôt l'expression d'une protestation contre les normes sociales existantes. De plus, Berlin-Ouest était en quelque sorte considéré comme un bastion des gammlers, car les jeunes hommes qui y résidaient n'étaient pas appelés sous les drapeaux, de sorte que les hommes critiques envers l'armée pouvaient échapper à la Bundeswehr en s'y installant à temps.
Dans une expertise, le ministère de l'Intérieur de Basse-Saxe leur a attribué un pronostic social favorable en raison de leur éducation et de leur origine, et a décrit les gammlers « comme étant souvent spirituellement ouverts, parfois intellectuels » ainsi que « souvent actifs professionnellement » et « ne glandant que pendant leur temps libre ». L'historien allemand Detlef Siegfried (de) cite les « gammlers » comme exemple de « sous-culture privatisée », un terme forgé par une analyse précoce sur les sous-cultures de Helmut Kentler.

## Réaction de la société et des médias

### Allemagne de l'Est
En République démocratique allemande (RDA), les hommes qui se faisaient remarquer par leurs cheveux plus longs et leurs « vêtements occidentaux » (jeans) étaient globalement qualifiés de « gammlers ». Beaucoup d'entre eux étaient des sympathisants de la musique beat, considérée avec scepticisme par l'État, ce qui a conduit à des protestations telles que la Beatdemo de Leipzig (de) le 31 octobre 1965. En réaction, après une timide ouverture à la nouvelle musique beat internationale, comme par exemple lors de la rencontre allemande de la jeunesse (de) en mai 1964, le 11e plénum du comité central du SED de décembre 1965 a marqué un tournant radical dans la politique culturelle et de la jeunesse en RDA, à la suite duquel un délit contre les « voyous » (§ 215) a été inscrit dans le code pénal de la RDA en 1968.
La presse a alors lancé une campagne contre les cheveux longs, les beatniks, les gammlers, les jeunes chrétiens et les dissidents politiques. Walter Ulbricht reprit une phrase des Beatles et demanda : 
« Ist es denn wirklich so, dass wir jeden Dreck, der vom Westen kommt, nu kopieren müssen? Ich denke, Genossen, mit der Monotonie des Je-Je-Je und wie das alles heißt, ja, sollte man doch Schluss machen. »
— Walter Ulbricht

« Est-ce que nous devons vraiment copier toutes les saletés qui viennent de l'Occident ? Je pense, camarades, qu'il faut en finir avec la monotonie du yé-yé-yé et de ce genre de choses »
En 1966, le Zentralinstitut für Jugendforschung (de) de Leipzig a mené une étude pour le compte du SED afin d'analyser l'attitude des jeunes aux cheveux longs. L'étude n'a pas révélé — comme on l'avait prétendu jusque-là — un degré d'intelligence inférieur, mais une certaine affinité des hommes aux cheveux longs avec la musique occidentale. Néanmoins, dans différents endroits de la RDA, la Jeunesse libre allemande (FDJ) et la Volkspolizei ont mené des campagnes de tontes de cheveux forcées, ou la police a emmené des jeunes chez le coiffeur sous la contrainte.
Avec la propagation accrue de la musique pop occidentale au bloc de l'Est également, une certaine détente s'est produite à partir des années 1970. Le parti et l'État ont dû renoncer à des mesures d'éducation et de répression trop militantes comme la tonte de cheveux forcée. C'est à cette époque que la scène dite des « post-hippies » (également dénommée Blueserszene ou Kundenszene) a fait parler d'elle en RDA.

### Allemagne de l'Ouest
En République fédérale allemande, au milieu des années 1960, les « gammlers » sont devenus un objet de couverture médiatique, à l'instar des « Halbstarker » une décennie plus tôt, bien que l'on estimait leurs adeptes à quelques milliers seulement en Europe et à quelques centaines en République fédérale. Ainsi, en 1966, le magazine Der Spiegel publia un article de couverture intitulé « Gammler in Deutschland ». Les réactions de rejet de l'opinion publique culminèrent dans des revendications politiques visant à faire évacuer les lieux publics, à tondre les cheveux des gammlers et à les obliger à effectuer des travaux forcés dans ce que l'on appelle des maisons de travail. De même, dans de nombreuses écoles, la longue chevelure des jeunes hommes a provoqué des conflits - les directeurs et les enseignants les menaçaient volontiers de mesures disciplinaires. Dans la Bundeswehr, on a commencé à refuser de se faire raser les cheveux à partir de 1967. Ce n'est qu'avec le Haarnetz-Erlass (de) — un décret qui libéralisait les règles relatives à la coiffure dans l'armée allemande au début des années 1970 — que la situation s'est détendue. Dans les journaux à sensation de la maison d'édition Axel Springer, comme Bild ou B.Z., les protagonistes du mouvement de 1968, comme Rudi Dutschke, ont également été traités de « gammlers politiques ».
Le cinéaste Peter Fleischmann a réalisé un documentaire très remarqué, L'Automne des gammlers (1967), sur les gammers munichois et les réactions hostiles de nombreux passants à leur égard. Le motif du gammler ou du gammler politique étudiant a été repris de manière satirique, par exemple dans les films Venons-en au fait, mon trésor (1967) ou Nicht tummeln, Liebling (de) (1970).
La protestation contre la différence de genre est considérée comme un facteur de l'attention disproportionnée des médias. Les vêtements et les coiffures unisexes sont considérés comme plus provocants que la critique de la consommation. Un indice de cette thèse est fourni par des articles de presse dans lesquels les légendes des photos désignaient le sexe respectif des personnes représentées. Mais dans leur propre vie sociale, elles reproduisaient à nouveau les stéréotypes de genre. L'égalité des droits entre hommes et femmes n'existait pas, les agressions sexuelles étaient fréquentes.